# Рингель, Герхард
Герхард Рингель — немецкий математик; один из родоначальников теории графов.
Внёс значительный вклад в доказательство гипотезы Хивуда, задачи тесно связаной с задачей четырёх красок.

## Биография
Родился в Бад-Пираварте, но рос в Чехословакии.
Посещал Карлов университет.
Призван в немецкую армию в 1940 году (после захвата Германией части Чехословакии).
После войны Рингель провёл более четырёх лет в Советском лагере для военнопленных.
Защитил диссертацию в Боннском университете в 1951 году.
Герхард Рингель начал свою академическую карьеру в качестве профессора в свободном университете Берлина.
В 1970 году он покинул Германию из-за бюрократических последствий немецкого студенческого движения. Работал в Калифорнийском университете в Санта-Крузе по приглашению своего соавтора, Джона Янгса.
Был признанным энтомологом.
Перед смертью, он отдал свою коллекцию бабочек в музей естественной истории Калифорнийского университете в Санта-Крузе.

## Признание и память
- Награждён почётной докторской степенью университета Карлсруэ и Свободного университета Берлина.

## Публикации
- Ringel, Gerhard. Solution of the Heawood map-coloring problem (англ.) // Proceedings of the National Academy of Sciences of the United States of America : journal. — 1968. — Vol. 60, no. 2. — P. 438—445. — doi:10.1073/pnas.60.2.438. — PMID 16591648.
- Ringel, Gerhard. Map Color Theorem (неопр.). — New York/Berlin: Springer-Verlag, 1974.[4]
  - Перевод: Герхард Рингель. Теорема о раскраске карт. — Л.: Мир, 1977. — 256 с.
- Hartsfield, Nora; Ringel, Gerhard. Pearls in graph theory (неопр.). — Academic Press, Boston, MA, 1990. — ISBN 0-12-328552-6.
- Ringel:Färbungsprobleme auf Flächen und Graphen. VEB Verlag der Wissenschaften, Berlin, 1959.
- Ringel: Farbensatz für nichtorientierbare Flächen beliebigen Geschlechtes. (недоступная ссылка) Journal für Reine und Angewandte Mathematik, Bd. 190, 1952.
- Ringel: Farbensatz für orientierbare Flächen vom Geschlechte {\displaystyle p>0}. (недоступная ссылка) Journal für Reine und Angewandte Mathematik, Bd.193, 1954.
- Kartenfärbungsprobleme. In: Konrad Jacobs: Selecta Mathematica. Bd. 3, Springer-Verlag.